# Marcin z Opawy
Marcin z Opawy, Marcin Polak (łac. Martinus Oppaviensis, Martinus Polonus, niem. Martin von Troppau) herbu Boduła (ur. pomiędzy 1215, a 1220 w Opawie, zm. krótko po 22 czerwca 1278 w Bolonii) – arcybiskup gnieźnieński w 1278, kronikarz, dominikanin.

## Życiorys
Pochodził z Opawy w diecezji ołomunieckiej. Wstąpił do jednego z konwentów dominikańskich prowincji polskiej (prawdopodobnie wrocławskiej). W klasztorze wrocławskim powadził działalność duszpasterską. Studiował zapewne w Studium Generalnym dominikańskim funkcjonującym w Paryżu, a od 1248 roku również w Kolonii, Bolonii, Montpellier i Oksfordzie. Nie uzyskał stopni uniwersyteckich. W 1261 został penitencjarzem i kapelanem papieża Aleksandra IV i jego następców. Na prośbę Klemensa IV napisał historię powszechną – Chronicon pontificum et imperatorum (kronika papieży i cesarzy) – w późnym średniowieczu najpopularniejszy zarys dziejów od czasów Chrystusa do 1277 (mimo licznych fałszów historycznych). Był też autorem kompendium wiedzy kanoniczej Margarita Decreti, napisał także Sermones de tempore et de sanctis i zbiór kazań. Był jednym ze współautorów Liber Pontificalis.
Nominowany przez Mikołaja III na arcybiskupa gnieźnieńskiego w dniu 22 czerwca 1278 r. w Viterbo. Jego nominacja przerwała wakat, trwający od czasu śmierci arcybiskupa Janusza w 1271 r. Zmarł krótko po tej konsekracji, będąc w drodze do Gniezna (nie zdążył nawet dotrzeć do Polski), w Bolonii, gdzie został pochowany w bazylice św. Dominika.